# Ministry
Ministry [ˈmɪnɪstɹi] est un groupe de metal industriel américain, originaire de Chicago. Leur musique est principalement une fusion de metal et de musique industrielle, avec des influences punk. Il est considéré comme le premier groupe de metal industriel. Leur musique est initialement orientée new wave/synthpop, puis Ministry change son style en metal industriel à la fin des années 1980. Ministry trouve le succès auprès du grand public dans les années 1990 avec leur album Psalm 69: The Way to Succeed and the Way to Suck Eggs (1992) et des tournées dans le cadre du festival Lollapalooza.
Après 27 ans de scène, Jourgensen décide de mettre fin au groupe en 2008, et déclare par la suite que celui-ci ne se reformerait plus. Cependant, le 7 août 2011, une réunion est annoncée, lorsque Ministry confirme l'un de leurs premiers concerts en quatre ans au festival Wacken Open Air en août 2012. Ministry sort un nouvel album, intitulé Relapse, le 23 mars 2012, qui sera suivi d'une tournée mondiale.

## Biographie

### Formation et débuts (1981–1985)
Allen Jourgensen grandit à Denver, au Colorado, mais déménage à Chicago, dans l'Illinois, après ses études universitaires. En 1979, Jourgensen rejoint le groupe glam rock Special Affect (avec entre autres le futur chanteur de My Life with the Thrill Kill Kult, Groovie Mann) mais quitte la formation l'année suivante. En 1981, il forme Ministry après s'être lié d'amitié avec les propriétaires de la boutique de disques Wax Trax!, intéressés par la fondation d'un label à côté du magasin.
Après un premier simple intitulé Cold Life qui paraît sur le tout nouveau (mais bientôt légendaire) label Wax Trax! Records, Ministry signe sur Arista Records, et fait paraître un premier album intitulé With Sympathy (Work for Love en Europe) en 1983. Voulant s'éloigner de l'étiquette synthpop de ce premier opus, Jourgensen retourne rapidement chez Wax Trax! pour retravailler le son de Ministry.
En 1985, après avoir mis sur pied son fameux projet des Revolting Cocks, Jourgensen signe sur le major Sire/Warner et produit le transitif Twitch l'année suivante avec l'aide d'Adrian Sherwood et Keith Leblanc. L'émergence triomphante de Ministry survient en 1988 avec la parution de l'album The Land of Rape and Honey. Jourgensen mélange des guitares abrasives avec des échantillonnages provenant du cinéma culte sur un arrière-plan de rythmes militaires et de hurlements. L'album définit un genre nouveau, unissant la pensée DIY (Do-it-yourself) du punk rock aux technologies électroniques en pleine évolution. C'est également durant cette période que le bassiste Paul Barker (ancien membre de Blackouts), le vocaliste Chris Connelly (ancien membre de Fini-Tribe) et le batteur Bill Rieflin (ancien membre de Blackouts) se joignent à Ministry.

### Renommée (1986–1990)
Jourgensen, un héroïnomane notoire, fait longtemps partie du fameux cercle de « l'élite junkie » de Chicago avec les William S. Burroughs, Timothy Leary, River Phoenix et autres. Dans les publications spécialisées, ses escapades folles ont fait sa renommée alors que les histoires abracadabrantes à son sujet se multipliaient. Un jour il entre avec son chopper dans le studio pour capter le son du moteur (Stainless Steel Providers) et une autre fois il enregistre un comparse qui s'étouffe dans ses vomissures durant une surdose (Breathe). Sans se soucier d'avoir mauvaise réputation, Jourgensen se compare lui-même à un rollerball et entretient vigoureusement son étiquette de mauvais garçon du rock alternatif.[réf. nécessaire]
En 1989, il se lie d'amitié avec le chanteur de Skinny Puppy, Nivek Ogre, lui aussi toxicomane. Leur collaboration permet à Jourgensen de coproduire l'album Rabies de Skinny Puppy alors que Ogre participe aux enregistrements de Beers, Steers and Queers des Revolting Cocks et de The Mind Is a Terrible Thing to Taste ; en décembre, Ministry entreprend une tournée nord-américaine. Jourgensen réinvente la notion de supergroupe en plaçant sur scène deux batteurs, un bassiste, trois guitaristes et une rotation bien garnie de collaborateurs aux claviers et aux microphones dont l'ancien membre des Dead Kennedys Jello Biafra. Une clôture en fer encercle la scène (semblable à une cage de lutte professionnelle) et certains spectateurs y grimpent pour se lancer dans la foule. Avec en arrière-plan un écran géant qui diffuse des snuff movies et des images de propagande, Jourgensen et sa bande offrent une performance choc rarement vue pour l'époque. Le concert de Chicago de cette tournée est capté pour la vidéo, et l'album en concert In Case You Didn't Feel Like Showing Up parait le 4 septembre 1990.

### Sommet et déclin (1991–2001)
En 1991, Connelly et Ogre ne sont plus dans l'entourage de Jourgensen mais Barker et Rieflin sont toujours là. Ministry recrute alors Gibby Haynes des Butthole Surfers et Michael Balch de Front Line Assembly pour l'enregistrement de Jesus Built My Hotrod, inspiré du film de John Huston, Le Malin (Wise Blood). L'album-concept Psalm 69 (1992) est rapidement certifié platine avec les fameux singles N.W.O. et Just One Fix. La popularité du groupe atteint des sommets, et Ministry se retrouve en tête d'affiche du Lollapalooza en 1992.
Après la gloire, la descente aux enfers débute en 1993 alors que Jourgensen et Barker déménagent au Texas pour monter un studio et établir les bases d'un nouvel album. Plusieurs problèmes techniques minent le studio (qui est situé dans un ancien bordel) et l'endroit fait l'objet d'une descente de police en 1995, menant à l'arrestation de Jourgensen pour possession de drogues. Le duo retourne à Chicago pour compléter Filth Pig qui paraît enfin en 1996. L'album possède un son plus lent et plus lourd, plus proche du sludge metal que du metal industriel, et a des touches alternatives. Il est reçu froidement par les fans et les critiques, qui s'attendaient, selon les dires de Jourgensen, à Psalm 70.
En 1999, William Tucker, guitariste et proche collaborateur de Ministry, se suicide, et fait prendre conscience à Jourgensen de sa propre vulnérabilité. Il entreprend, d'une certaine façon, sa cure de désintoxication avec la parution de Dark Side of the Spoon (« le côté sombre de la cuiller », jeu de mots avec le célèbre album des Pink Floyd, The Dark Side of the Moon - la cuillère étant l'un des instruments employés par les héroïnomanes). L'album passe presque totalement inaperçu malgré la présence de Bad Blood dans la trame sonore du film Matrix,, et une nomination pour un Grammy (Bad Blood). Jourgensen se prépare à dissoudre le groupe en 2000, avant un appel du cinéaste Steven Spielberg ; suivant les désirs du concepteur de A.I. Intelligence artificielle, le défunt Stanley Kubrick, Spielberg souhaite que Ministry joue dans le film. Le groupe offre ainsi une performance avec What About Us? durant le « Flesh Fair », un derby de démolition de robots. What About Us? paraît sur Greatest Fits 2001, une compilation sortie en 2001 qui met fin au contrat de Ministry avec Warner.

### Après-Warner (2002–2009)

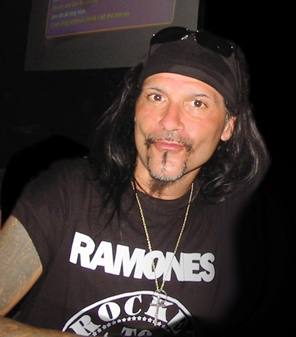
Al Jourgensen, chanteur, musicien, fondateur et leader du groupe (2004).

Après des rumeurs faisant état de la signature de Ministry sur le label de Mike Patton, Ipecac[réf. nécessaire], Jourgensen signe finalement sur Sanctuary Records en 2002. Le label publie immédiatement le DVD et l'album live de la tournée SphincTour au printemps la même année. Ravivé par sa participation à A.I. et son nouveau contrat de disque, Jourgensen retourne au Texas avec Barker pour enregistrer Animositisomina, un retour vers le son originel de Ministry après les « expérimentations » de Filth Pig et Dark Side of the Spoon. En 2004, le partenaire de Jourgensen depuis 18 ans, Paul Barker, annonce son départ. Cela ne ralentit pas Jourgensen qui est motivé plus que jamais à poursuivre son combat principalement en raison de la présence des Républicains à Washington.

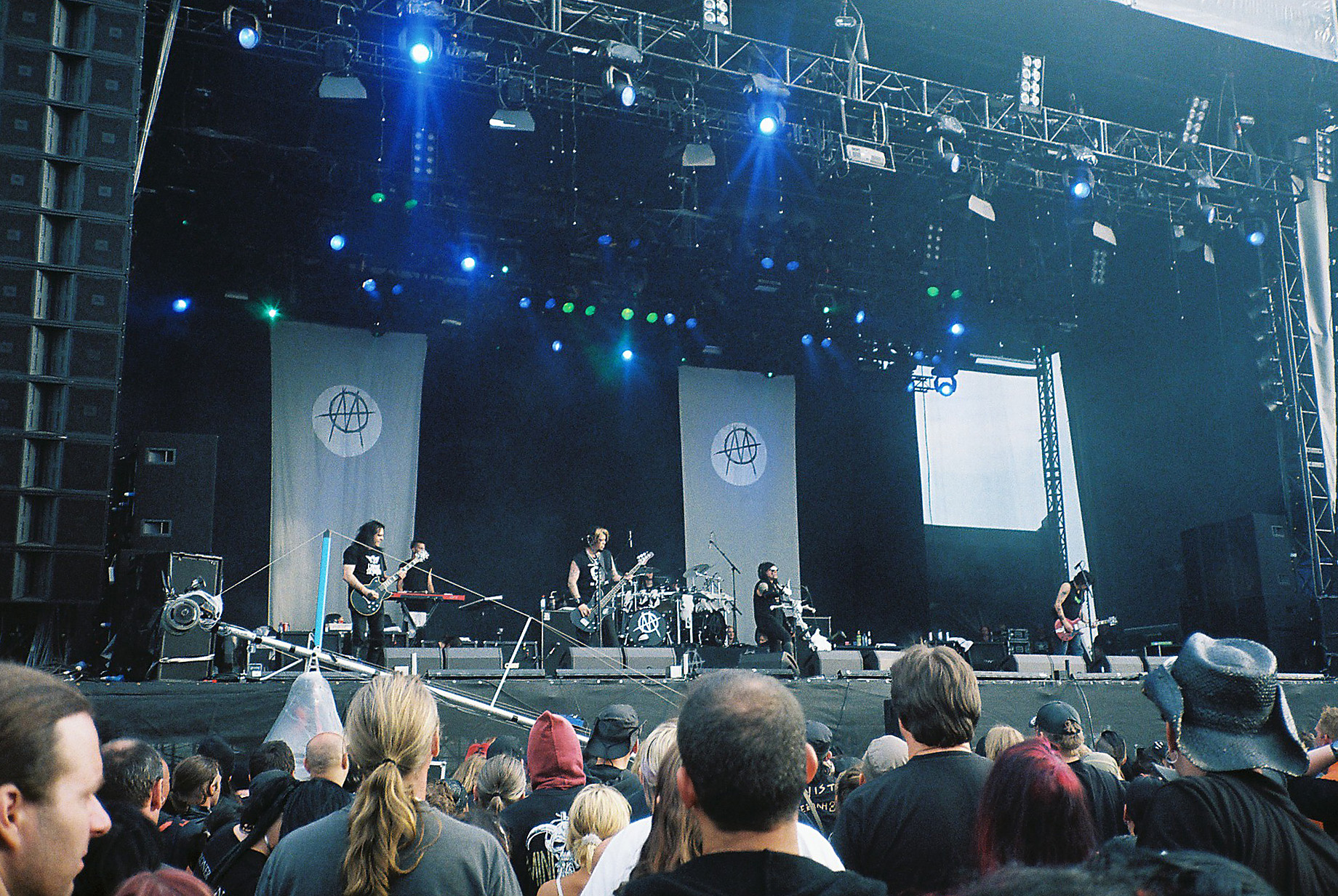
Ministry, sur scène en 2006.

Jourgensen s'implique de plusieurs façons contre la guerre en Irak en faisant partie d'organismes comme punkvoter.com et en participant à la compilation Rock Against Bush. En juin 2004, Jourgensen présente sa plus récente version du New World Order avec la sortie de l'album Houses of the Molé. Toutes les chansons du disque commencent par ou comportent la lettre W, une attaque sans équivoque envers George W. Bush. Musicalement, cet album voit l'ajout de touches thrash metal.
2005 marque le 25e anniversaire du groupe, et une anthologie est disponible sous le nom de Rantology. Le nouvel extrait de Rantology, The Great Satan est en compétition pour un Grammy en 2006. Jourgensen forme son propre label, 13th Planet Records, au printemps 2006 avec la sortie des nouveaux albums de Ministry (Rio Grande Blood) et des Revolting Cocks (Cocked and Loaded). Jourgensen s'installe à El Paso, au Texas. Fin 2007, le bassiste Paul Raven est découvert inanimé à Genève, en Suisse ; les premières indications font état d'une crise cardiaque. Un mois auparavant sort l'album The Last Sucker, troisième et dernier volet de ce qui se fera qualifier de « trilogie anti-Bush ».
La dernière tournée du groupe se déroule en 2008, avec deux nouveaux membres : Tony Campos (membre de Static-X) et Jimmy DeGrasso (ancien membre de Suicidal Tendencies et de Megadeth). Trois chansons du groupe, Fear (Is Big Business), Palestina et Khyber Pass, sont utilisées dans le film Démineurs (The Hurt Locker) de Kathryn Bigelow en 2009.

### Réunion,RelapseetFrom Beer to Eternity(depuis 2011)
Le 7 août 2011, l'organisation du Wacken Open Air annonce la reformation du groupe pour un show en 2012. Le même mois, le groupe annonce la sortie d'un douzième album ; il s'intitule Relapse et sort le 23 mars 2012,. Bien avant, le 23 décembre 2011, Ministry fait paraître 99 Percenters, le premier single issu de l'album Relapse, et le met en ligne sur sa page Facebook deux jours plus tard. Le 22 février 2012, Ministry fait paraître un second single, Double Tap, inclut dans le magazine Metal Hammer.
Le 23 décembre 2012, le guitariste Mike Scaccia décède à la suite d'une crise cardiaque, lorsqu'il jouait avec son groupe, Rigor Mortis.
Lors d'une entrevue avec Noisey en mars 2013, Jourgensen annonce une nouvelle séparation de Ministry, expliquant qu'il ne peut fonctionner sans Scaccia. « Mikey était mon meilleur ami, et il ne peut y avoir de Ministry sans lui [...] Mais je sais que ce que nous avons enregistré pendant les derniers moments de sa vie doit être rendu public. Alors après ses funérailles, je me suis enfermé au studio et ai travaillé toutes nos chansons pour ce qui sera le tout dernier album de Ministry. Je ne peux pas continuer sans Mikey et je ne veux pas. Alors oui, il y aura un dernier album de Ministry. » L'album, intitulé From Beer to Eternity (en) est commercialisé le 6 septembre 2013. Jourgensen annonce une tournée promotionnelle pour From Beer to Eternity, mais sans l'enregistrement d'un nouvel album entretemps,.
En 2016, Ministry embauche le bassiste Jason Christopher (Prong, Corey Taylor) et le batteur Roy Mayorga (Soulfly, Stone Sour).
Deux ans plus tard paraît finalement un successeur à From Beer to Eternity, AmeriKKKant, qui sort le 9 mars. Cet album est une protestation envers Donald Trump et sa politique. 
En 2021 Ministry annonce la sortie d'un quinzième album. L'album Moral Hygiene sort le 01 octobre 2021. 
Le groupe annonce une tournée promotionnelle en mars/avril 2022 aux États-Unis suivie de quelques concerts en Europe durant l'été 2022.

## Membres

### Membres actuels
- Al Jourgensen – chant, guitare, basse (depuis 1981)
- John Bechdel – claviers (2006–2008, depuis 2011)
- Sin Quirin – guitare, basse (2007–2008, depuis 2012)
- Cesar Soto – guitare (depuis 2015)
- Paul D'Amour – basse (depuis 2019)
- Derek Abrams – batterie (depuis 2017)

### Anciens membres
- John Davis – claviers (1981–1982)
- Stephen George – batterie (1981–1985)
- Robert Roberts – claviers (1981–1984)
- Marty Sorenson – basse (1981–1982)
- Shay Jones – chant (1982–1983)
- Brad Hallen – basse (1983–1985)
- Paul Barker – basse, claviers, chant (1986–2003)
- Bill Rieflin – batterie, claviers, guitare (1986–1995)
- Chris Connelly – chant, claviers (1987–1993)
- Nivek Ogre – chant, guitare, claviers (1988–1990)
- Mike Scaccia – guitare, basse (1989–1995, 2003–2006, 2011-2012 ; décédé le 22 décembre 2012[25])
- Howie Beno – claviers (1990–1993)
- Michael Balch – claviers (1991–1992)
- Louis Svitek – guitare (1992–1999, 2003)
- Duane Buford – claviers (1995–1999)
- Zlatko Hukic – claviers, guitare (1995–1999)
- Rey Washam – batterie, claviers (1995–1999, 2003)
- Max Brody – batterie, claviers, saxophone (1999–2004)
- Mark Baker – batterie (2004–2005)
- John Monte – basse (2004)
- Paul Raven – basse, claviers guitare, batterie (2005–2007)
- Tommy Victor – guitare, basse (2005–2008, 2011–2012)
- Tony Campos – basse (2008, 2011-2015, 2017-2018)
- Jason Christopher – basse (2016–2017)
- Aaron Rossi – batterie (2007–2008, 2011-2016)

## Discographie

### Albums studio
- 1983 : With Sympathy
- 1986 : Twitch
- 1988 : The Land of Rape and Honey
- 1989 : The Mind is a Terrible Thing to Taste
- 1992 : Psalm 69: The Way to Succeed and the Way to Suck Eggs
- 1996 : Filth Pig
- 1999 : Dark Side of the Spoon
- 2003 : Animositisomina
- 2004 : Houses of the Molé
- 2006 : Rio Grande Blood
- 2007 : The Last Sucker
- 2012 : Relapse
- 2013 : From Beer to Eternity
- 2018 : AmeriKKKant
- 2021 : Moral Hygiene
- 2024 : Hopiumforthemasses

### Compilations
- 1985 : Twelve Inch Singles
- 2001 : Greatest Fits
- 2004 : Early Trax
- 2004 : Side Trax
- 2005 : Rantology

### Albums live
- 1991 : In Case You Didn't Feel Like Showing Up
- 2002 : Sphinctour
- 2009 : Adios... Puta Madres (en)
- 2013 : Enjoy the Quiet: Live at Wacken 2012
- 2014 : Last Tangle in Paris: Live 2012

### Albums de remixes et reprises
- 2007 : Rio Grande Dub
- 2008 : Cover Up
- 2008 : NCIS Theme Remix
- 2009 : The Last Dubber (en)
- 2010 : MiXXXes of the Molé
- 2010 : Every Day is Halloween: The Anthology
- 2010 : Undercover

## Projets parallèles
- 1000 Homo DJs : Fondé en 1987 par Al Jourgensen (alias « Buck Satan ») et Paul Barker (alias « Officer Aggro »). Le matériel de 1000 Homo DJs provient principalement des pièces inutilisées des albums de Ministry The Land of Rape and Honey et The Mind is a Terrible Thing to Taste. La légende dit qu'un jour Jourgensen a entendu une mauvaise version remixée d'une chanson des Revolting Cocks et que le patron de Wax Trax Records, Jim Nash lui aurait répondu que seuls un millier de DJ homosexuels allaient entendre ce disque[réf. nécessaire]. Venant de la part de Nash (lui-même homosexuel), Jourgensen a bien ri et retenu le nom. En 1990, Trent Reznor (alias « Ike Krull ») de Nine Inch Nails a enregistré le classique Supernaut de Black Sabbath avec Jourgensen pour ce projet. Devant la menace de poursuites judiciaires de la part de TVT Records, il fut décidé de créditer Jourgensen pour le chant, créant ainsi la rumeur de l'existence d'une version alternative avec la voix de Reznor. À un moment, Jello Biafra (alias « Count Ringworm ») a également participé à 1000 Homo DJs.
- Acid Horse : En 1989, deux membres de Cabaret Voltaire, Richard H. Kirk (Harold Sandoz) et Stephen Mallinder (Tennessee King) collaborent avec Al Jourgensen pour la chanson No Name, No Slogan.
- Lard : Projet de Jello Biafra avec Al Jourgensen et Paul Barker. Après la mort du batteur Jeff Ward (également un collaborateur de Nine Inch Nails), William Rieflin le remplace à la batterie. Un premier EP intitulé The Power of Lard sort en 1989 suivi par l'album The Last Temptation of Reid (1990) sur l'étiquette Alternative Tentacles de Biafra. L'album est très bien reçu par les critiques et la chanson Forkboy s'est même retrouvée sur la bande sonore du film Tueurs nés produite par Trent Reznor. Il faudra attendre à 1997 pour une suite au projet Lard avec Pure Chewing Satisfaction alors qu'en 2000 un autre EP paraît sous le nom de 70's Rock Must Die.
- Lead Into Gold : Concept solo du bassiste de Ministry, Paul Barker. Au fil des ans, quatre disques ont été produits sous ce nom : Idiot (1989), Chicks-And-Speed: Futurism (1990), Age of Reason (1990), Low And Slow (1991).
- Pailhead : Collaboration entre Al Jourgensen et Ian MacKaye de Fugazi et Minor Threat. La chanson I Will Refuse fut d'abord produite par les Revolting Cocks sous le titre Stick, avec Chris Connelly au micro en novembre 1986. En 1988, la chanson est retravaillée avec MacKaye et parait sur l'étiquette Wax Trax avec No Bunny sur le côté B. Un EP de six pistes (Trait) incluant le populaire Man Should Surrender sort quelques mois plus tard.
- Programming The Psychodrill (PTP) : Projet initié pour la composition d'une chanson pour le film RoboCop en 1987. C'est lors de l'enregistrement de Show Me Your Spine que Jourgensen rencontra pour la première fois Nivek Ogre de Skinny Puppy. Le nom du projet provient d'un collage de J.G. Ballard. En 1990, le simple Rubber Glove Seduction paraît sur Wax Trax Records.
- Revolting Cocks : Le plus important projet d'Al Jourgensen, qui peut être considéré comme du Ministry mélangé avec de la musique country. Revolting Cocks (ou RevCo) fut d'abord formé par Jourgensen avec quelques membres de Front 242 et Luc Van Acker en 1985. Au cours des années, plusieurs musiciens ont été attachés aux Revolting Cocks dont Trent Reznor (Nine Inch Nails), Nivek Ogre (Skinny Puppy) et divers membres de KMFDM, Killing Joke, Prong, Jesus Lizard et Frontline Assembly. L'idée de former un supergroupe industriel (menant au Pigface de Martin Atkins) provient des Revolting Cocks. Les RevCo ont trois albums à leur actif - Big Sexy Land (1986), Beers Steers and Queers (1990) et Linger Fickin' Good (1993) - mais ils se sont surtout fait connaître avec leurs reprises d'Olivia Newton-John (Let's Get Physical) et de Rod Stewart (Do Ya Think I'm Sexy?). En 2006, un nouvel album parait sur 13th Planet Records, Cocked and Loaded, avec Jello Biafra et Gibby Haynes parmi les invités.